# Túnel Boquerón 1
El Túnel Boquerón 1 es el nombre que recibe un túnel carretero en la Autopista Caracas - La Guaira al centro norte del país sudamericano de Venezuela.
El túnel posee 1.910 metros de longitud,  siendo así el túnel más extenso de Venezuela, fue construido bajo el gobierno del General Marcos Pérez Jiménez, sus obras iniciaron en el año 1951 y concluyeron en 1953. Su función principal es permitir la comunicación entre la ciudad de Caracas y el litoral del estado La Guaira, atravesando la cordillera de la Costa. Existe además otro túnel más pequeño en la Autopista, llamado «Boquerón 2» que posee unos 497 metros.